# Reichsdeutsche
Reichsdeutsche war die zeitgenössische, umgangssprachliche Bezeichnung der deutschen Bewohner des Deutschen Reiches von 1871 bis 1945.

## Sprachgebrauch während des Deutschen Reiches
Dieser Begriff kam mit der Reichsgründung 1871 („kleindeutsche Lösung“) in Gebrauch, als sich die Mehrheit der deutschen Fürstenstaaten, die etwa zwei Drittel des (damaligen) deutschen Sprachgebietes umfassten, zusammengeschlossen hatten. Angelegenheiten, die die Bewohner betrafen, wurden mit dem Wort reichsdeutsch umschrieben, parallel zu jenen der weiterhin geltenden Staatsbezeichnungen Preußen, Bayern usw. Die im Reich wohnenden Deutschen blieben Staatsangehörige der einzelnen Bundesglieder wie etwa der Königreiche und Fürstentümer.
Erst 1913 wurde ein gemeinsames Reichs- und Staatsangehörigkeitsrecht im Deutschen Reich geschaffen (und schließlich 1934 eine einheitliche deutsche Staatsangehörigkeit eingeführt). Dieses wurde 1935 noch durch das Reichsbürgergesetz überlagert. Die nationalsozialistische Kategorie des „Reichsbürgers“ diente vor allem der Vorbereitung und Durchführung des Völkermordes an den Juden und wurde 1945 wieder eliminiert.
Der Begriff „Reichsdeutsche“ wurde insbesondere von der deutschsprachigen Bevölkerung verwendet, die nach der Reichsgründung 1871 die Staaten außerhalb des Reiches bewohnte (z. B. das Saargebiet 1920–1935), um so zwischen den Deutschen innerhalb und außerhalb des Reiches zu unterscheiden (vgl. auch Altreichsdeutsche).
Während des Nationalsozialismus wurde das Kürzel RD verwendet. Die Nürnberger Rassegesetze von 1935 unterschieden zwischen Reichsbürgern und einfachen Staatsangehörigen. Nur Reichsbürger waren im Besitz voller politischer Rechte. Davon waren alle deutschen Staatsangehörigen jüdischer Herkunft ausgeschlossen. Der Begriff des deutschen Reichsbürgers war damit mit Antisemitismus verbunden.

## Sprachgebrauch nach 1945
Nach Schaffung des Grundgesetzes für die Bundesrepublik Deutschland und der Verfassung der Deutschen Demokratischen Republik dauerte es naturgemäß noch einige Zeit und nachwachsender Generationen, bis Reichsdeutsche, Reichsbürger und insgesamt die alten Bezeichnungen auch im allgemeinen Sprachgebrauch der Deutschen durch andere Begriffe ersetzt wurden. Diese wurden vor allem geprägt durch die Namen der neuformierten Staaten, d. h. der staatlichen Neuorganisation Deutschlands 1949 und der staatlichen Wiederherstellung Österreichs. Die Menschen der Bundesrepublik Deutschland wurden zu „Bundesbürgern“ oder „Bundesdeutschen“; die Bewohner der DDR zu „DDR-Bürgern“.

## Gegenwärtige „Reichsbürgerbewegung“
In jüngerer Zeit wird der Begriff auch als ironische Sammelbezeichnung für querulierende Eingabenverfasser verwendet, die mit der Behauptung, die auf deutschem Gebiet nach dem Zweiten Weltkrieg gegründeten Länder und die Bundesrepublik Deutschland sowie deren jeweilige Untergliederungen existierten nicht rechtswirksam, zumeist private Anliegen besonders im Führerschein- und Ordnungswidrigkeitenrecht verfolgen; sie erkennen Behörden- und Gerichtsentscheidungen nicht an und produzieren auch, „ermächtigt“ durch „Reichskanzleien“ o. Ä., den Rechtsverkehr erheiternde bis behindernde „offizielle Dokumente“.